# Saturnin Kwiatkowski
Saturnin Kwiatkowski (ur. 20 listopada 1856 w Dorofijówce w Galicji, zm. 3 kwietnia 1902 w Wiedniu) – polski historyk, członek Towarzystwa Historycznego we Lwowie.
Kształcił się na Uniwersytecie Lwowskim pod kierunkiem profesora Ksawerego Liskego na wydziale filozoficznym. Początkowo nauczyciel gimnazjalny we Lwowie, potem C. K. Wyższym Gimnazjum w Tarnopolu, ponownie we Lwowie (II gimnazjum), stąd przeniesiony na referenta szkolnictwa w Wiedniu w ministerstwie oświaty i wyznań. Należał do organizatorów „Towarzystwa Historycznego”. Jego prace historyczne, o dużej wartości, poświęcone są w przeważanej części panowaniu Władysława Warneńczyka.

## Autor opracowań historycznych
- Itinerarium Władysława III Warneńczyka (Lwów, 1879)[3];
- Ostatnie lata Władysława Warneńczyka (1883)[4];
- Urzędnicy kancelaryjni koronni i dworscy z czas. Władysława Warneńczyka 1443-1444 (Kraków, 1883)[5];
- Wykaz dostojników duchownych i świeckich, tudzież urzędników z czasów Władysława Warneńczyka (1885)[6];
- Jan Giskra z Brandysu, rys biograficzny z XV wieku (Lwów, 1886)[7];
- Vita fratris Nicolai de Magna Kosmin (w Monumenta Poloniae historica t. V (Lwów, 1887).